# Jürgen Barke

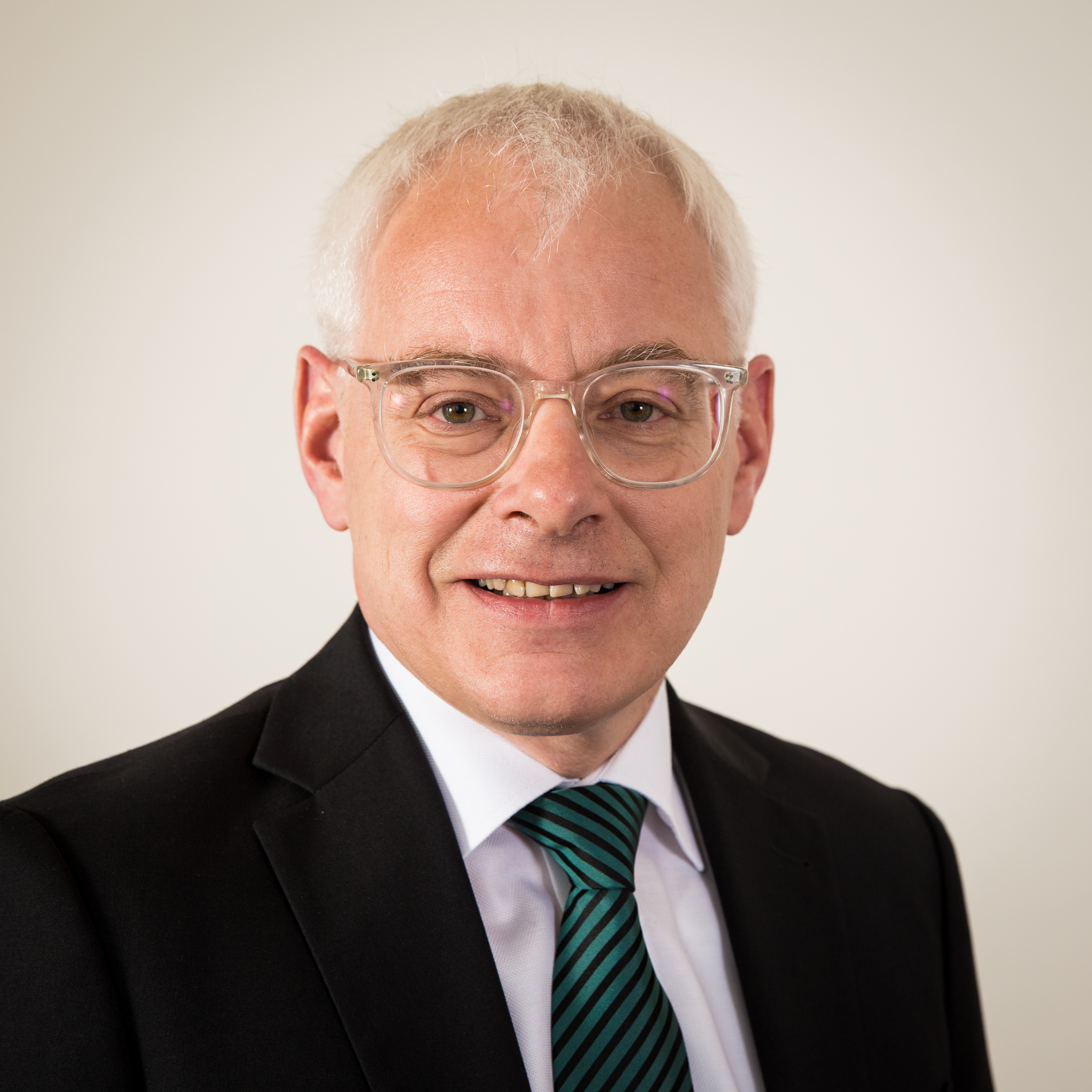
Jürgen Barke (2017)

Jürgen Barke (* 26. Dezember 1962 in Saarbrücken) ist ein deutscher Politiker (SPD). Seit 2022 ist er saarländischer Minister für Wirtschaft, Innovation, Digitales und Energie sowie stellvertretender Ministerpräsident. Zuvor war er von 2012 bis 2022 Staatssekretär mit Kabinettsrang im saarländischen Ministerium für Wirtschaft, Arbeit, Energie und Verkehr.

## Persönliches
Jürgen Barke ist verheiratet und Vater zweier Kinder. Aufgewachsen ist er in Schmelz, derzeit lebt er in Lebach.

## Beruflicher Werdegang
Nach erfolgreichem Abschluss seines dualen Fachhochschulstudium an der Fachhochschule für Verwaltung des Saarlandes als Diplom-Verwaltungswirt (FH), begann Jürgen Barke als Regierungsinspektor  seine berufliche Tätigkeit 1986 als Beamter des gehobenen nichttechnischen Dienstes beim Ministerium des Inneren des Saarlandes. Im gleichen Jahr wurde er zum damaligen Ministerium für Wirtschaft versetzt und übte dort den überwiegenden Teil seiner Tätigkeit im Bereich der Eingriffsverwaltung (Enteignungsverfahren, Ausgleichszahlungen) aus. In den Jahren 1990 und 1991 konnte er erste Erfahrungen im administrativen politischen Bereich durch seine Tätigkeit als persönlicher Referent des Wirtschaftsstaatssekretärs sammeln.
Von 1991 bis 2001 war Barke hauptamtlicher 1. Beigeordneter der Stadt Lebach und zugleich  Dezernatsleiter für die Bereiche Bau, Umwelt, Soziales und Ordnungsverwaltung. In dieser Zeit schloss er u. a. Fortbildungen im Bereich Corporate Real Estate bei der  NACORE Business Corporate Real Estate Inc. (heute GlobalCore Inc.) ab. Als Schwerpunkte der Weiterqualifikation wählte Barke staatliche Interventionen auf den Immobilienmärkten, langfristige Entwicklungstendenzen der Immobilienwirtschaft in Deutschland, strategische Unternehmensführung und Finanzierung, betriebliches Rechnungswesen und Marktversagen – Ursachen und Lösungen für Immobilienmarktsegmente. Danach arbeitete er als Personalleiter und Prokurist des Automobilzulieferers Michels GmbH.
2002 gründete er die Jürgen Barke Consult, Lebach, mit den Schwerpunkten Projektentwicklung und Konversionsmanagement im Bereich öffentlicher und privater Investitionen, die er dann 2003 in die KomCon GmbH Lebach, deren alleiniger Gesellschafter-Geschäftsführer er wurde, einbrachte. Nach der Gründung der KomCon erweiterte er sein Tätigkeitsfeld um die Bereiche M&A-Consulting bei Unternehmenssanierungen und Restrukturierungsprozessen und Treuhänderischer Beteiligungsverwaltung.
Am 9. Mai 2012 wurde er Staatssekretär im Kabinettsrang im Ministerium für Wirtschaft, Arbeit, Energie und Verkehr. Dieses Amt übte er aus, bis er am 26. April 2022 schließlich zum Minister für Wirtschaft, Innovation, Digitales und Energie des Saarlandes ernannt wurde. Zugleich wurde er zum stellvertretenden Ministerpräsidenten des Kabinetts Rehlinger ernannt.

## Parteitätigkeit
Jürgen Barke ist stellvertretender Vorsitzender der SPD in Lebach. Zwischen 2011 und 2013 bekleidete er das Amt des Schatzmeisters der SPD Saar.